# Девід Андерс
 Девід Андерс (народж. Девід Андерс Холт, англ. David Anders Holt; нар. 11 березня 1981, м. Грантс-Пасс, штат Орегон, США) — актор, найбільш відомий ролями Джуліана Сарка в серіалі «Шпигунка», Адама Монро в серіалі «Герої», Джона Гілберта в серіалі «Щоденники вампіра» і Блейна ДеБірса в серіалі «Я — зомбі».

## Біографія

### Ранні роки
Андерс народився у місті Грантс-Пасс, штат Орегон, США в родині Тоні і Джері Холт. Крім нього в родині були ще прийомні діти Джейсон і Майлі і рідний брат Арік. Девід був молодшим у родині.
З дитинства Андерс грав у шкільних виставах, але особливу увагу приділяв спорту: баскетболу та тенісу. У 17 років, будучи в старшій школі, Девід грав Апостола Пилипа в місцевій постановці мюзиклу «Ісус Христос суперзірка».

## Кар'єра
Переїхавши до Лос-Анджелеса, він взяв сценічний псевдонім Девід Андерс, оскільки ім'я Девід Холт використовував інший актор. У 2001 році Андерс грає в серіалі «So Little Time» разом з сестрами Олсен. Пізніше, у 2001 році, він отримує роль Джуліана Сарка в серіалі «Шпигунка». Спочатку планувалося, що Андерс буде запрошеною зіркою, але потім було вирішено зробити його персонажа постійним. Під час зйомок в «Шпигунку», Девід грав невеликі ролі в серіалах «Зачаровані», «C. S. I.» і «Анатомія Грей», знімався в незалежному кіно і брав участь у кількох невеликих постановках. У 2002 Андерс з'явився у фільмі «Джерело».
У 2007 році Девід зіграв роль Елі в однойменному фільмі. Наступним етапом в його кар'єрі стала роль Адама Монро/Такезо Кенсев в популярному серіалі «Герої». Крім цього він грав у фільмах «Ласкаво просимо до раю 2:Риф» і «Потойбічні». Андерс також був запрошеною зіркою у восьмому сезоні серіалу «24» і серіалі «Щоденники вампіра» в ролі Джона Гілберта в 2010—2011 роках.

## Благодійність
Андерс разом зі своїм колегою по серіалу «Шпигунка» і «Герої» Грегом Гранбергом є учасником музичного гурту Band from TV. Окрім них в групі грають такі зірки, як Г'ю Лорі («Доктор Хаус»), Джессі Спенсер («Доктор Хаус»), Тері Гетчер («Відчайдушні домогосподарки») та ін
Всі кошти від концертів та продажу альбомів йдуть на благодійність.

## Особисте життя
Його зріст — 1,83 м.

## Фільмографія
| Рік       |    | Українська назва                   | Оригінальна назва         | Роль                              |
| --------- | -- | ---------------------------------- | ------------------------- | --------------------------------- |
| 2002—2006 | с  | Шпигунка (телесеріал)              | Alias                     | Джуліан Сарк                      |
| 2002      | ф  | Джерело                            | Sourge                    | Буджі                             |
| 2004      | с  | CSI: Місце злочину                 | CSI                       | Тревіс Вотсон                     |
| 2005      | с  | Усі жінки — відьми                 | Charmed                   | Граф Роже                         |
| 2005      | с  | C.S.I.: Місце злочину Маямі        | CSI: Miami                | Браян Міллер                      |
| 2006      | ф  | Забута в темряві                   | Left in Darkness          | Донован                           |
| 2007      | ф  | Елі                                | ELI                       | Елі                               |
| 2007      | с  | Анатомія Грей                      | Grey's Anatomy            | Джим                              |
| 2007      | с  | Герої (телесеріал)                 | Heroes                    | Адам Монро /Такезо Кенсей         |
| 2009      | с  | Обмани меня                        | Lie to Me                 | Сержант Рассел Скотт              |
| 2009      | ф  | Діти кукурудзи                     | Children of the Corn      | Бертон Стентон                    |
| 2009      | ф  | Мертвехід                          | The Revenant              | Барт                              |
| 2009      | ф  | Ласкаво просимо в рай 2: Риф       | Into the Blue 2: The Reef | Карлтон                           |
| 2010      | с  | 24 (телесеріал)                    | 24                        | Йозеф Бажаєв                      |
| 2010      | с  | Сховище 13                         | Warehouse 13              | Джона Райт                        |
| 2010      | с  | Під прикриттям (телесеріал)        | Undercovers               | Метью Хант                        |
| 2010—2011 | с  | Щоденники вампіра (телесеріал)     | The Vampire Diaries       | Джон Гілберт                      |
| 2011—2016 | с  | Якось у казці (телесеріал)         | Once Upon a Time          | Віктор Франкенштейн / Доктор Вейл |
| 2012      | с  | Стріла (телесеріал)                | Arrow                     | Сайрус Венч                       |
| 2012      | с  | Доктор Хаус                        | House M.D.                | Білл Копелмен                     |
| 2012      | кф | Сусіди                             | Neighbors                 | Тімоті Лонгшенкс                  |
| 2013      | с  | Необхідна жорстокість (телесеріал) | Necessary Roughness       | Трой Катлер                       |
| 2013      | с  | Криміналісти: мислити як злочинець | Criminal Minds            | Антон Харріс                      |
| 2015      | с  | Сталкер (телесеріал)               | Stalker                   | Даррен Тайлер                     |
| 2015—2019 | с  | Я — зомбі                          | iZombie                   | Блейн Дебірс                      |